# Megasema molisana
Megasema molisana är en fjärilsart som beskrevs av Franz Dannehl 1929. Megasema molisana ingår i släktet Megasema och familjen nattflyn. Inga underarter finns listade i Catalogue of Life.